# 民用航空安全局 (澳洲)
民用航空安全局（英語：Civil Aviation Safety Authority，缩写：CASA）是澳大利亚的民用航空管理法定机构，负责該國民用航空的监管及安全標準。民用航空安全局於1997年7月6日根據《1988年民用航空法》（Civil Aviation Act 1988）而成立，該法案將原民用航空局（Civil Aviation Authority）拆分成民用航空安全局和澳洲航空服務公司。
民用航空安全局隸屬基础设施和区域发展部，行政總裁由該部部長任命。
民用航空安全局負責監管澳洲民用航空的運作、發放相關執照、制定安全標準，並保護環境不受航空器使用的影響。

## 历史
机构成立于1995年7月6日，将前澳大利亚民用航空局的空中安全功能与其他空中交通管制职能分离（改至澳洲航空服務公司）。
民用航空安全局成立于1995年7月6日，其职能由《1988年民用航空法》（Civil Aviation Act 1988）规定。其职能包括引导下列安全规章：
- 在澳大利亚境内运行的民用航空
- 在澳大利亚境外运行的澳大利亚飞机
- 制定和颁布适当、清晰且简练的航空安全标准
- 制定有效的执法策略，确保遵守航空安全标准
- 监管药物和酒精管理计划和测试
- 颁发证书、许可、注册和执照[3]
- 全面的监督航空业
- 对民用航空安全系统进行定期审查，监测航空业的安全指标
- 对国际安全发展进行定期评估

民用航空安全局必须将空中航行的安全视为最重要的考虑因素。